# Мартін Горак
Мартін Горак (чеськ. Martin Horák; 16 вересня 1980, Оломоуць) — колишній чеський футболіст, центральний захисник. Молодіжний чемпіон Європи 2002 року.

## Клуб кар'єра
Мартін Горак почав грати у футбол в клубі «Вікторія» (Пльзень), після чого також у Чехії виступав за «Богеміанс» (Прага) та «Спарту» (Прага). У 2003 році він перейшов у російський клуб «Зеніт» (СПб), де не закріпився, тому в подальшому грав за турецький «Денізліспор» та низку інших російських клубів.
У березні 2012 року він став футболістом клубу швейцарської регіональної ліги «Сірнах», отримавши там капітанську по'язку. Влітку 2015 року він перейшов в інший регіональний клуб «Узвіл», де грав протягом одного сезону, а потім закінчив футбольну кар'єру.

## Виступи у збірній
Зіграв один матч за юнацьку збірну Чехії до 16 років. Це був товариський матч 24 березня 1997 проти Угорщини, який закінчився нічиєю 1:1. 
У 2001—2002 роках він грав за молодіжну збірну до 21 року, провівши в цілому 8 матчів і забивши 5 голів. У її складі був учасником молодіжного чемпіонату Європи в 2002 році в Швейцарії, де виграли свій перший титул. Проте Мартін на турнірі зіграв лише в першій грі групового етапу 16 травня проти Франції, який чеська збірна програла (0:2).

## Досягнення
- Чемпіон Європи (U-21): 2002
- Срібний призер чемпіонату Росії: 2003
- Володар Кубка російської Прем'єр-ліги: 2003